# Săulești
Săulești is een Roemeense gemeente in het district Gorj.
Săulești telt 2328 inwoners.